# Рантрум
Рантрум (нем. Rantrum) — община в Германии, в земле Шлезвиг-Гольштейн. 
Входит в состав района Северная Фризия. Подчиняется управлению Нордзе-Трене.  Население составляет 1635 человек (на 31 декабря 2010 года). Занимает площадь 13,72 км².
Официальным языком в населённом пункте, помимо немецкого, является севернофризский.